# William Baring, II barone Ashburton
William Bingham Baring, II barone Ashburton (1799 – Hertfordshire, 23 marzo 1864), è stato un politico britannico.

## Biografia
Baring era il figlio maggiore di Alexander Baring, I barone Ashburton, e di sua moglie, Anne Louisa, figlia di William Bingham. Studiò all'Oriel College, dove si è laureato in lettere classiche nel 1821.

## Carriera politica
Baring sedette come membro del Parlamento per Thetford (1826-1830 e 1841-1848), per Callington (1830-1831), per Winchester (1832-1837) e per Staffordshire North (1837-1841). Ha servito sotto Sir Robert Peel come segretario congiunta al Board of Control (1841-1845) e come Paymaster-General, con un posto nel Consiglio dei Ministri (1845-1846). Nel 1845 divenne membro del consiglio privato. Nel 1848 successe al padre nella baronia ed è entrato nella Camera dei lord.
Baring è stato un membro della Canterbury Association dal 27 maggio 1848. Ha servito come capitano nel Hampshire Yeomanry Cavalry. Nel 1853 è stato nominato vice tenente della contea di Southampton. Nel 1854 è stato eletto Fellow della Royal Society. Una delle sue eredità è il concorso della National Rifle Association per la Ashburton Shield, che era stata donata da Lord Ashburton nel 1861.

## Matrimoni

### Primo Matrimonio
Sposò, il 12 aprile 1823 a Londra, Lady Harriet Montagu (14 maggio 1805-4 maggio 1857), figlia di George Montagu,VI conte di Sandwich. Ebbero un figlio:
- Alexander Montagu Baring (10 novembre 1828-5 febbraio 1830)

### Secondo Matrimonio
Sposò, il 17 novembre 1858 a Londra, Louisa Caroline Stewart-Mackenzie (5 maggio 1827-2 febbraio 1903), figlia di James Stewart-Mackenzie. Ebbero una figlia:
- Mary Florence Baring (26 giugno 1860-1 giugno 1902), sposò William Compton, V marchese di Northampton, ebbero tre figli.

## Morte
Morì il 23 marzo 1864 a The Grange, nel Hertfordshire.